# Buenaventura (entreprise)
Pour les articles homonymes, voir Buenaventura.
Compañia de Mínas Buenaventura est une entreprise péruvienne fondée en 1953, et faisant partie de l'IGBVL, le principal indice boursier de la bourse de Lima. Buenaventura est la principale entreprise du secteur minier du pays.
L'entreprise est cotée au S&P Latin America 40.

## Mines exploitées
- Mine de Colquijirca, mine de zinc, d'argent et de plomb[3]
- Mine de La Zanja, mine d'or et d'argent à ciel ouvert